# Irmgard Hoffmann
Irmgard Mathilde Augusta Hoffmann (* 19. November 1911 in Córdoba, Argentinien; † nach 1961) war eine deutsche Schauspielerin.gestorben 03.03.1991

## Leben
Irmgard Hoffmann wurde als Tochter des Brauereidirektors Lothar Hoffmann und seiner Ehefrau Clara in Argentinien geboren. Nach Besuch des Lyzeums erhielt sie Schauspielunterricht an der Otto Falckenberg Schule in München. Erste Bühnenstationen führten an Theater in Regensburg und im westpreußenischen Elbing. Von 1936 bis 1944 war Hoffmann Ensemblemitglied an der Berliner Volksbühne. So konnte man sie dort 1939 in Alfred Gehris Im sechsten Stock in einer Inszenierung von Eugen Klöpfer mit Jakob Tiedtke, Lina Carstens und Hans Hermann Schaufuß sehen. Ab 1947 hatte sie für zwei Jahre eine Verpflichtung an das Deutsche Theater in Buenos Aires.
Irmgard Hoffmann wirkte zudem in einigen Filmproduktionen mit. Darunter befanden sich 1937 der Spielfilm Die Erbschleicher von Hans Deppe mit Josef Eichheim, Rotraut Richter und Fritz Kampers, 1940 die Komödie Der Sündenbock von Hans Deppe mit Norbert Rohringer, Hilde Körber und Ernst Waldow und 1941 Hochzeitsnacht von Carl Boese mit Heli Finkenzeller, Geraldine Katt und Albert Janscheck. Für das Jahr 1952 wird in einer Quelle zudem die Mitwirkung in Die schöne Tölzerin aufgeführt.
1961 trat sie noch einmal mit einer Rolle (Pensionswirtin) in dem Spielfilmdrama Immer wenn es Nacht wird mit Jan Hendriks und Hannelore Elsner auf. Danach sind keine weiteren beruflichen Tätigkeiten oder biografische Ereignisse mehr dokumentiert.

## Filmografie
- 1937: Meiseken
- 1937: Der Lachdoktor
- 1938: Liebelei und Liebe
- 1939: Drei Väter um Anna
- 1940: Der Sündenbock
- 1941: Hochzeitsnacht
- 1943: Großstadtmelodie
- 1952: Die schöne Tölzerin
- 1961: Immer wenn es Nacht wird